# Shoji Yoshihiro
Shoji Yoshihiro (庄司 悦大, sinh ngày 14 tháng 9 năm 1989) là một cầu thủ bóng đá người Nhật Bản thi đấu cho Vegalta Sendai.

## Thống kê câu lạc bộ
Cập nhật đến ngày 23 tháng 2 năm 2017.
| Thành tích câu lạc bộ | Thành tích câu lạc bộ | Thành tích câu lạc bộ | Giải vô địch | Giải vô địch | Cúp                   | Cúp                   | Tổng cộng | Tổng cộng |
| Mùa giải              | Câu lạc bộ            | Giải vô địch          | Số trận      | Bàn thắng    | Số trận               | Bàn thắng             | Số trận   | Bàn thắng |
| Nhật Bản              | Nhật Bản              | Nhật Bản              | Giải vô địch | Giải vô địch | Cúp Hoàng đế Nhật Bản | Cúp Hoàng đế Nhật Bản | Tổng cộng | Tổng cộng |
| --------------------- | --------------------- | --------------------- | ------------ | ------------ | --------------------- | --------------------- | --------- | --------- |
| 2012                  | Machida Zelvia        | J2 League             | 27           | 0            | 1                     | 0                     | 28        | 0         |
| 2013                  | Machida Zelvia        | JFL                   | 28           | 0            | -                     | -                     | 28        | 0         |
| 2014                  | Machida Zelvia        | J3 League             | 28           | 0            | -                     | -                     | 28        | 0         |
| 2015                  | Renofa Yamaguchi      | J3 League             | 35           | 0            | 1                     | 0                     | 36        | 0         |
| 2016                  | Renofa Yamaguchi      | J2 League             | 42           | 4            | 3                     | 0                     | 45        | 4         |
| Tổng                  | Tổng                  | Tổng                  | 160          | 4            | 5                     | 0                     | 165       | 4         |